# Tast de cafè

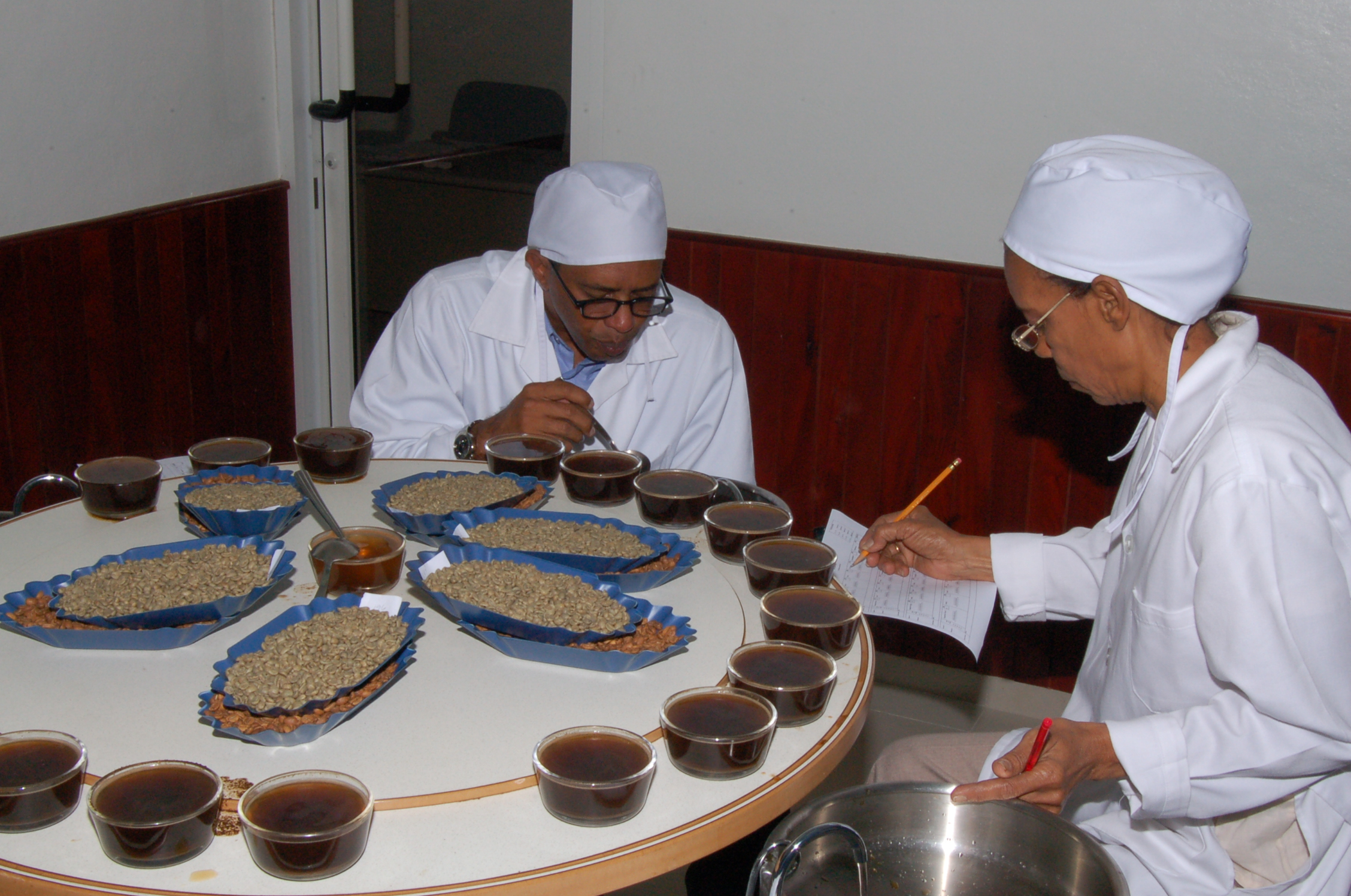
Tast a la República Dominicana per obtenir el certificat de denominació d'origen de Valdesia.

El tast de cafè és un tipus de degustació del sabor i l'avaluació visual i olfactiva del cafè. El tast també pot implica valorar els grans de cafè, la seva mida, color, olor i forma.

## El tast
Es poden presentar begudes fetes no només amb cafè molt, sinó també amb cafè instantani. En aquest segon cas, en comptes de l'aroma (que és molt feble en el cafè instantani), només es valora el gust de la beguda. Si es tasten diverses begudes amb el propòsit de comparar-les, s'assumeix que totes les mostres de cafè han de ser de la mateixa mòlta i el mateix grau de torrat.
Hi ha tastadors de cafè professionals. Les seves puntuacions serveixen per seleccionar i classificar les varietats de cafè. La terminologia professional per avaluar la qualitat del cafè inclou centenars de termes. Alguns professionals, durant el tast, són capaços de determinar el país i, fins i tot, la plantació de la qual s'ha recollit el cafè que s'està valorant.

## Fases

### Avaluació visual
Té lloc amb la tassa a la taula, sense remenar la beguda i amb una duració d'uns 15 segons. Si s'avalua cafè exprés, llavors hauria de tenir una escuma de color marró grisenc, amb tocs marró fosc. La textura ha de ser molt densa i fer bombolles petites. No hi hauria d'haver bombolles grans, taques blanques i la beguda no hauria de ser visible a través de l'escuma. Si l'escuma té un color grisenc, llavors una quantitat notable de cafè del Congo, també anomenat cafè robusta. Un cop avaluada l'escuma, es retira amb cura i s'estudia el líquid.

### Avaluació olfactiva

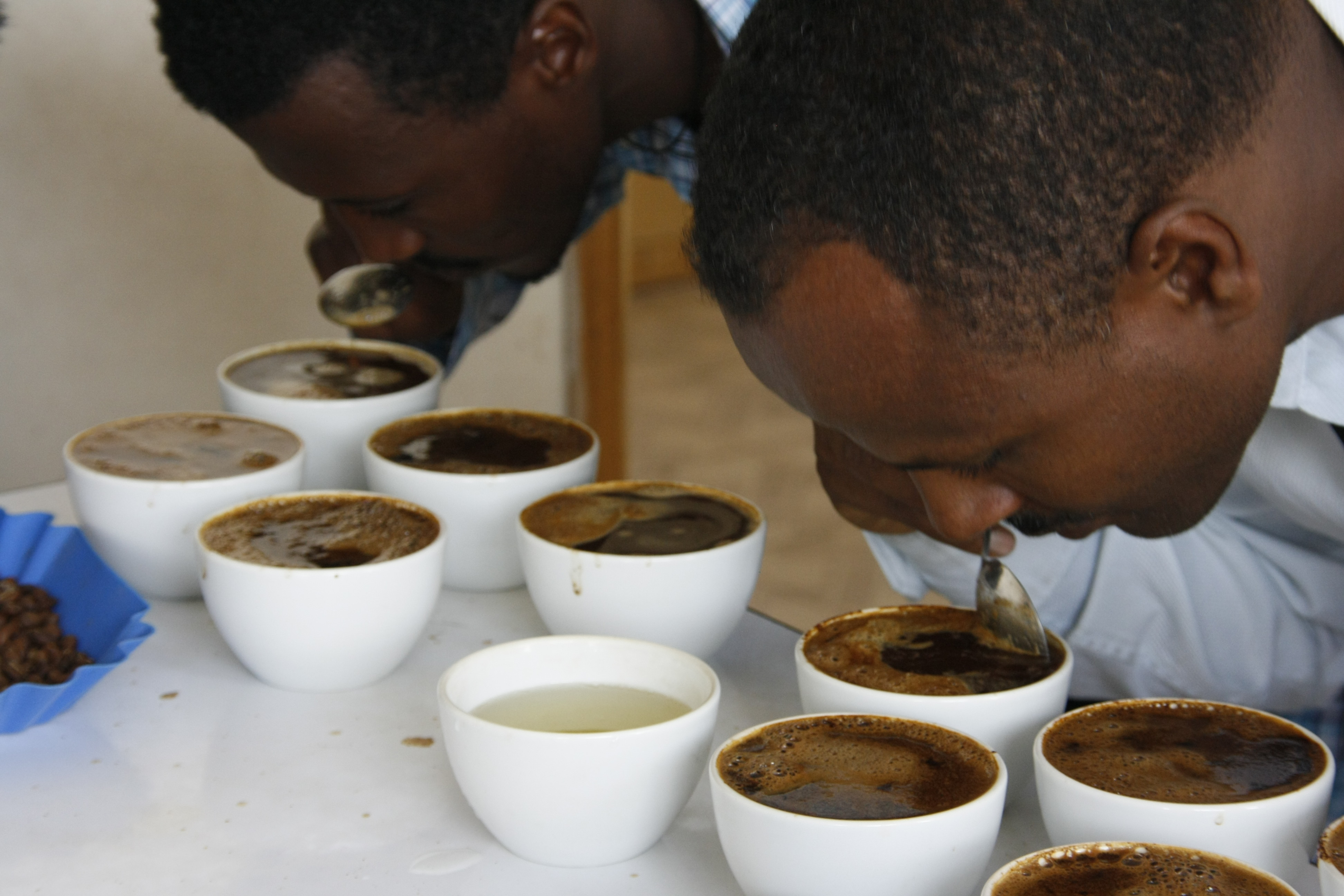
Tastadors de cafè a Etiòpia

Al principi, el tastador ensuma el cafè primer sense remenar. Si es fa un tast en grup, l'agitació del cafè sol tenir lloc només després de l'autorització de l'organitzador. Durant l'avaluació olfactiva, el tastador ensuma la beguda durant només uns segons, acció que pot repetir diverses vegades. En tasts oficials, a continuació el tastador omplirà una fitxa amb el resultat del tast olfactiu.

### Avaluació del gust
El tastador pren una petita quantitat de la beguda a la boca i n'avalua el nivell d'acidesa i gust, així com la saturació del cafè. Després, escup en un tanc la beguda, ja que han de provar fins a 400 tasses de cafè al dia, i una quantitat tan gran de cafeïna pot ser perillosa. En tasts amateurs, sí que es pot empassar la beguda.